# Gare de Benfeld
Gare de Benfeld – stacja kolejowa w Benfeld, w departamencie Dolny Ren, w regionie Grand Est, we Francji.
Obecnie jest stacjąSociété nationale des chemins de fer français (SNCF), obsługiwaną przez pociągi TER Alsace.

## Położenie
Znajduje się na wysokości 160 m n.p.m., na 26,687 km Strasburg – Bazylea, pomiędzy stacjami Matzenheim i Kogenheim.

## Linia kolejowa
- Strasburg – Bazylea